# Sahit Prizreni
Sahit Prizreni, född 23 februari 1983 (41 år) i Kukës, Albanien, är brottare och sedan 2014 australisk medborgare. Han väger 66kg men tävlade i olympiska sommarspelen 2016 i 65-kg klassen. Hans yrke utanför brottningen är lärare.
Prizreni gjorde sin sista UWW-tävling för tidigare hemlandet Albanien 2012. Det var en OS-kvals tävling i Helsingfors, Finland där han slutade på 15:e plats av totalt 29 st deltagare. Han gjorde sin första UWW-tävling för Australien 2015 i Canada cup, Guelph. Han är den första genom tiderna att först representera ett annat land och sedan representera Australien vid ett OS.

## Olympiska spelen 2016
Sahit Prizreni representerade Australien vid Olympiska sommarspelen 2016 i Rio De Janeiro. Där slutade han på en 19:e plats av totalt 21 deltagare efter en förlust mot kinesiske brottaren Katal Yeerlanbieke.  

## Övriga Olympiska spel
Övrigt har Prizreni deltagit i två föregående OS, i Aten 2004 och i Beijing 2008. Även i dessa Olympiska Spel så har inte han lyckats vinna en enda match och slutat på 17:e och 18:e plats. I Aten förlorade han i kvalomgången mot hemma brottaren Bezik Aslanasvilli med poängen 2:5. I Beijing fick han se sig besegrad mot Bazar Bazarguruev med poängen 0:3. Dessa olympiska spel representerade han födelselandet Albanien.

## UWW- tävlingar
Nedan är det en tabell på UWW-tävlingar Sahit Prizreni har deltagit på (inkluderat mästerskap och events):
Förkortningar:
FS= Fristil       
AUS= Australien        ALB= Albanien
| Datum      | Tävlingar              | Stil | Ålders- kategori | Vikt | Nation | Placering |
| ---------- | ---------------------- | ---- | ---------------- | ---- | ------ | --------- |
| 2016-08-19 | Olympiska spelen       | FS   | Senior           | 65   | AUS    | 19.       |
| 2016-04-01 | OS-kval                | FS   | Senior           | 65   | AUS    | 2.        |
| 2015-06-13 | Kanada Cup             | FS   | Senior           | 65   | AUS    | 1.        |
| 2012-05-04 | OS-kval                | FS   | Senior           | 60   | ALB    | 15.       |
| 2012-04-27 | OS-kval                | FS   | Senior           | 60   | ALB    | 5.        |
| 2011-09-16 | VM                     | FS   | Senior           | 60   | ALB    | 28.       |
| 2011-05-27 | Torneo Citta a Sassari | FS   | Senior           | 66   | ALB    | 16.       |
| 2011-03-29 | EM                     | FS   | Senior           | 60   | ALB    | 2.        |
| 2010-09-10 | VM                     | FS   | Senior           | 60   | ALB    | 18.       |
| 2009-06-25 | Mediterrianska spelen  | FS   | Senior           | 66   | ALB    | 5.        |
| 2008-08-12 | Olympiska spelen       | FS   | Senior           | 60   | ALB    | 16.       |
| 2008-04-01 | EM                     | FS   | Senior           | 60   | ALB    | 9.        |
| 2007-09-19 | VM                     | FS   | Senior           | 60   | ALB    | 3.        |
| 2007-02-08 | Dave Schultz Memorial  | FS   | Senior           | 60   | ALB    | 2.        |
| 2005-02-04 | Dave Schultz Memorial  | FS   | Senior           | 60   | ALB    | 1.        |
| 2004-08-26 | Olympiska spelen       | FS   | Senior           | 60   | ALB    | 17.       |
| 2004-06-11 | GP of Germany          | FS   | Senior           | 66   | ALB    | 5.        |
| 2004-02-14 | OS-kval                | FS   | Senior           | 60   | ALB    | 8.        |
| 2004-01-31 | OS-kval                | FS   | Senior           | 60   | ALB    | 10.       |
| 2003-09-12 | VM                     | FS   | Senior           | 60   | ALB    | 23.       |
| 2002-06-13 | EM                     | FS   | Junior           | 54   | ALB    | 3.        |
| 2001-09-07 | Mediterrianska spelen  | FS   | Senior           | 58   | ALB    | 5.        |
| 2000-07-18 | EM                     | FS   | Kadett           | 54   | ALB    | 4.        |
| 1999-08-04 | VM                     | FS   | Kadett           | 50   | ALB    | 16.       |